# Bouřňák
Bouřňák (německy Stürmer) je 869 metrů vysoký vrchol, nacházející se v Loučenské hornatině, ve východní části Krušných hor. Na Bouřňáku je lyžařské středisko. Na vrcholu stojí horský hotel, který se dnes nazývá Hotel Bouřňák – Chata Karla Líma. Od roku 1975 je na ní umístěna pamětní deska Karla Líma, který byl na začátku 20. století v Krušných horách prvním českým lyžařem a zasloužil se o stavbu první české chaty v Krušných horách. Základní kámen byl položen roku 1928 a v roce 1930 byla chata otevřena. Karel Lím také pojmenoval kopec Stürmer jako Bouřňák.

## Sportovní možnosti

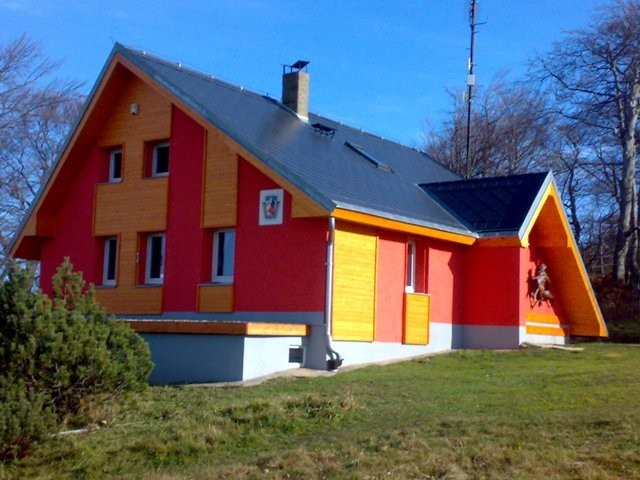
Stanice Horské služby na Bouřňáku

Na Bouřňáku je šest sjezdovek (1 mírná, 4 středně náročné a 1 obtížná) a cvičný svah pro začátečníky. Z Mikulova vedou na Bouřňák dva vleky. Výchozí přístup k vlekům je od parkoviště v Mikulově nebo při dobré sjízdnosti silnice z Mikulova na Moldavu lze využít i parkoviště v Novém Městě poblíž začátku běžkařských tratí. Na Bouřňáku se nachází stanice Horská služby.

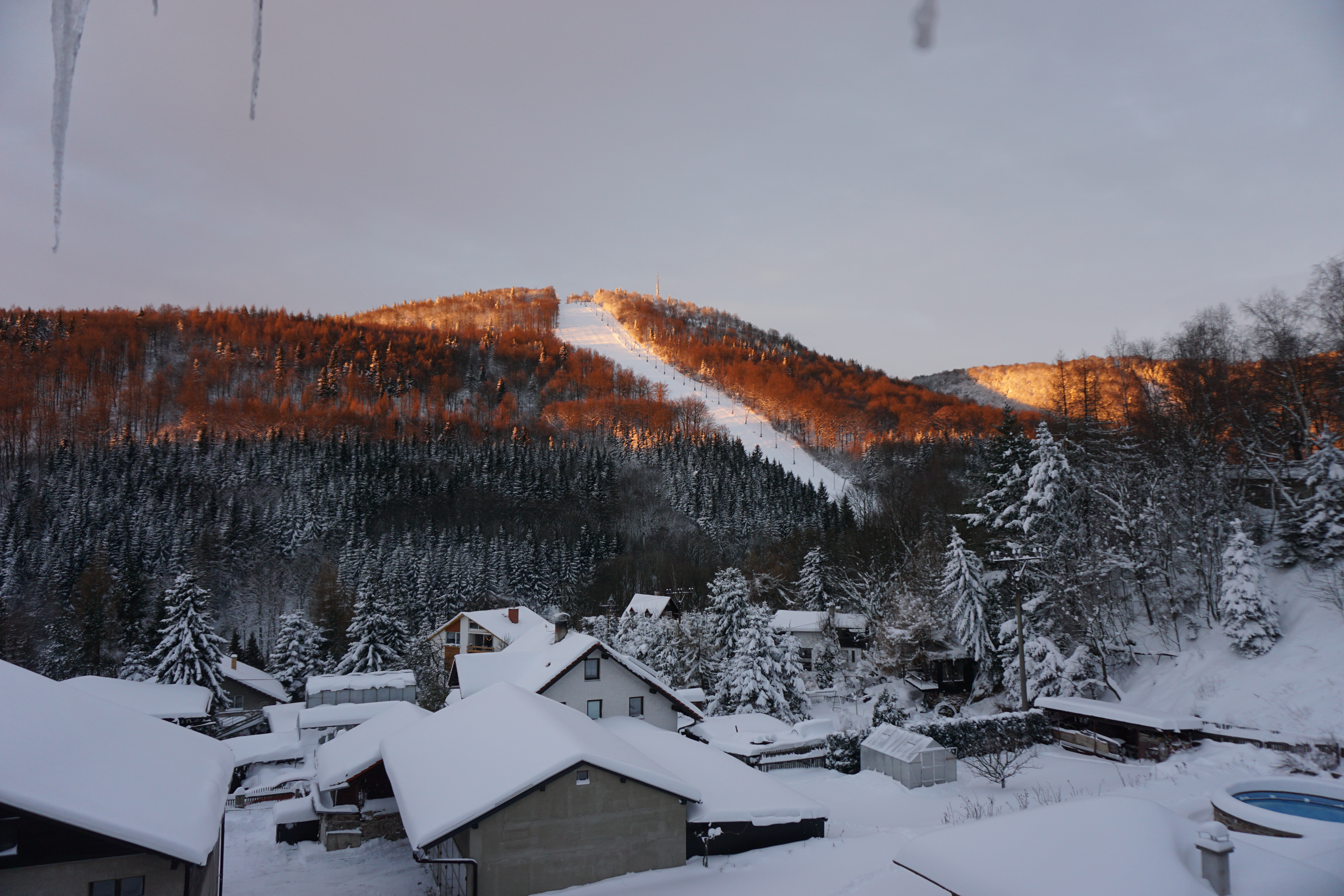
Pohled z Mikulova na Bouřňák při východu slunce

## Přírodní poměry
Na Bouřňáku se nachází přírodní památka Buky na Bouřňáku. Jedná se o větrem zdeformované buky a některé chráněné a vzácné rostliny (např. prha arnika). Podnebí je velmi studené, ročně spadne přibližně 900 mm srážek. Nedaleko se nacházejí tři větrné elektrárny.